# Liste des chapelles du Var
La liste des chapelles du Var présente les chapelles de culte catholique situées sur le territoire des communes du département français du Var. Il est fait état des diverses protections dont elles peuvent bénéficier, et notamment les inscriptions et classements au titre des monuments historiques.
Toutes sont situées dans le diocèse de Fréjus-Toulon.

## Liste
| Chapelle                                                                                | Commune                       | Adresse                                                      | Coordonnées                      | Notice         | Protection                  | Date | Illustration                                                                            |
| --------------------------------------------------------------------------------------- | ----------------------------- | ------------------------------------------------------------ | -------------------------------- | -------------- | --------------------------- | ---- | --------------------------------------------------------------------------------------- |
| Chapelle Saint-Pierre-ès-Liens d'Aiguines                                               | Aiguines                      |                                                              | 43° 46′ 37″ nord, 6° 14′ 37″ est |                |                             |      | Image manquante Téléverser                                                              |
| Ancienne chapelle d'Aiguines                                                            | Aiguines                      |                                                              | 43° 46′ 33″ nord, 6° 14′ 28″ est |                |                             |      | Image manquante Téléverser                                                              |
| Chapelle Notre-Dame de Spéluque                                                         | Ampus                         |                                                              | 43° 37′ 26″ nord, 6° 21′ 53″ est | « PA00081524 » | Classé MH                   | 1990 | Chapelle Notre-Dame de Spéluque                                                         |
| Chapelle Saint-Roch d'Ampus                                                             | Ampus                         |                                                              | 43° 36′ 18″ nord, 6° 22′ 54″ est |                |                             |      | Image manquante Téléverser                                                              |
| Chapelle Saint-Michel d'Ampus                                                           | Ampus                         |                                                              | 43° 36′ 36″ nord, 6° 23′ 19″ est |                |                             |      | Chapelle Saint-Michel d'Ampus                                                           |
| Chapelle de la Sainte-Trinité d'Artignosc-sur-Verdon                                    | Artignosc-sur-Verdon          |                                                              | 43° 42′ 09″ nord, 6° 05′ 46″ est |                |                             |      | Image manquante Téléverser                                                              |
| Chapelle Notre-Dame-la-Brune d'Artignosc-sur-Verdon                                     | Artignosc-sur-Verdon          |                                                              | 43° 42′ 21″ nord, 6° 06′ 02″ est |                |                             |      | Image manquante Téléverser                                                              |
| Chapelle Saint-Christophe d'Artignosc-sur-Verdon                                        | Artignosc-sur-Verdon          |                                                              | 43° 42′ 22″ nord, 6° 05′ 26″ est |                |                             |      | Image manquante Téléverser                                                              |
| Chapelle Sainte-Euphémie d'Artignosc-sur-Verdon                                         | Artignosc-sur-Verdon          |                                                              | 43° 41′ 40″ nord, 6° 06′ 45″ est |                |                             |      | Image manquante Téléverser                                                              |
| Chapelle de la Trinité d'Aups                                                           | Aups                          |                                                              | 43° 37′ 47″ nord, 6° 13′ 49″ est |                |                             |      | Image manquante Téléverser                                                              |
| Chapelle du couvent des Ursulines d'Aups                                                | Aups                          |                                                              | 43° 37′ 48″ nord, 6° 13′ 26″ est |                |                             |      | Image manquante Téléverser                                                              |
| Chapelle Notre-Dame-de-la-Délivrance d'Aups                                             | Aups                          |                                                              | 43° 37′ 46″ nord, 6° 13′ 30″ est |                |                             |      | Image manquante Téléverser                                                              |
| Chapelle Saint-Roch d'Aups                                                              | Aups                          |                                                              | 43° 37′ 22″ nord, 6° 14′ 04″ est |                |                             |      | Image manquante Téléverser                                                              |
| Chapelle Saint-Marc d'Aups                                                              | Aups                          |                                                              | 43° 37′ 44″ nord, 6° 14′ 04″ est |                |                             |      | Image manquante Téléverser                                                              |
| Chapelle Sainte-Magdeleine d'Aups                                                       | Aups                          |                                                              | 43° 37′ 42″ nord, 6° 13′ 57″ est |                |                             |      | Image manquante Téléverser                                                              |
| Chapelle Saint-Denis de Bagnols-en-Forêt                                                | Bagnols-en-Forêt              |                                                              | 43° 32′ 30″ nord, 6° 40′ 46″ est | « PA00081530 » | Inscrit MH                  | 1974 | Chapelle Saint-Denis de Bagnols-en-Forêt                                                |
| Chapelle Notre-Dame-de-la-Pitié anciennement église Notre-Dame de Bagnols-en-Forêt      | Bagnols-en-Forêt              |                                                              | 43° 32′ 10″ nord, 6° 41′ 21″ est |                |                             |      | Chapelle Notre-Dame-de-la-Pitié anciennement église Notre-Dame de Bagnols-en-Forêt      |
| Chapelle Sainte-Anne de Bagnols-en-Forêt                                                | Bagnols-en-Forêt              |                                                              | 43° 32′ 16″ nord, 6° 42′ 01″ est |                |                             |      | Image manquante Téléverser                                                              |
| Chapelle Notre-Dame-de-Montaigu de Bargemon                                             | Bargemon                      |                                                              | 43° 37′ 12″ nord, 6° 33′ 45″ est |                |                             |      | Image manquante Téléverser                                                              |
| Chapelle Saint-Étienne de Bargemon                                                      | Bargemon                      |                                                              | 43° 37′ 15″ nord, 6° 33′ 10″ est |                |                             |      | Image manquante Téléverser                                                              |
| Chapelle Notre-Dame-des-Sept-Douleurs de Bargème                                        | Bargème                       |                                                              | 43° 43′ 51″ nord, 6° 34′ 14″ est | « PA00081532 » | Inscrit MH                  | 1988 | Chapelle Notre-Dame-des-Sept-Douleurs de Bargème                                        |
| Chapelle Saint-Antoine de Bargème                                                       | Bargème                       |                                                              | 43° 43′ 51″ nord, 6° 34′ 14″ est |                |                             |      | Image manquante Téléverser                                                              |
| Chapelle Sainte-Pétronille de Bargème                                                   | Bargème                       |                                                              | 43° 43′ 03″ nord, 6° 34′ 44″ est |                |                             |      | Image manquante Téléverser                                                              |
| Chapelle oratoire Saint Marcel de Barjols                                               | Barjols                       |                                                              | 43° 33′ 28″ nord, 6° 00′ 45″ est |                |                             |      | Chapelle oratoire Saint Marcel de Barjols                                               |
| Chapelle troglodyte Notre-Dame-du-Refuge du couvent des Carmes de Barjols               | Barjols                       |                                                              | 43° 33′ 25″ nord, 6° 00′ 51″ est |                |                             |      | Image manquante Téléverser                                                              |
| Chapelle Saint-Jean de Baudinard-sur-Verdon                                             | Baudinard-sur-Verdon          |                                                              | 43° 43′ 06″ nord, 6° 07′ 57″ est |                |                             |      | Chapelle Saint-Jean de Baudinard-sur-Verdon                                             |
| Chapelle Notre-Dame-de-la-Garde de Baudinard-sur-Verdon                                 | Baudinard-sur-Verdon          |                                                              | 43° 43′ 25″ nord, 6° 08′ 20″ est |                |                             |      | Chapelle Notre-Dame-de-la-Garde de Baudinard-sur-Verdon                                 |
| Chapelle Saint-Michel de Baudinard-sur-Verdon                                           | Baudinard-sur-Verdon          |                                                              | 43° 42′ 42″ nord, 6° 07′ 47″ est |                |                             |      | Image manquante Téléverser                                                              |
| Chapelle Notre-Dame de la Blache de Bauduen                                             | Bauduen                       |                                                              | 43° 43′ 28″ nord, 6° 10′ 57″ est |                |                             |      | Image manquante Téléverser                                                              |
| Chapelle Saint-Lambert de Bauduen                                                       | Bauduen                       |                                                              | 43° 44′ 03″ nord, 6° 10′ 30″ est |                |                             |      | Image manquante Téléverser                                                              |
| Chapelle Sainte-Agathe de Blanquefort                                                   | Besse-sur-Issole              |                                                              | 43° 20′ 48″ nord, 6° 13′ 27″ est |                |                             |      | Image manquante Téléverser                                                              |
| Chapelle Sainte-Croix de Besse-sur-Issole                                               | Besse-sur-Issole              |                                                              | 43° 20′ 39″ nord, 6° 09′ 35″ est |                |                             |      | Image manquante Téléverser                                                              |
| Chapelle Saint-Étienne de Besse-sur-Issole                                              | Besse-sur-Issole              |                                                              | 43° 20′ 09″ nord, 6° 09′ 58″ est |                |                             |      | Image manquante Téléverser                                                              |
| Chapelle Notre-Dame de Constance                                                        | Bormes-les-Mimosas            |                                                              | 43° 09′ 23″ nord, 6° 20′ 27″ est | « IA00047524 » |                             |      | Image manquante Téléverser                                                              |
| Chapelle Saint-François-de-Paule de Bormes-les-Mimosas                                  | Bormes-les-Mimosas            |                                                              | 43° 09′ 05″ nord, 6° 20′ 40″ est | « PA00081545 » | Inscrit MH                  | 1963 | Chapelle Saint-François-de-Paule de Bormes-les-Mimosas                                  |
| Chapelle Saint-Georges de Léoube                                                        | Bormes-les-Mimosas            |                                                              | 43° 07′ 07″ nord, 6° 17′ 14″ est |                |                             |      | Image manquante Téléverser                                                              |
| Chapelle Notre-Dame-de-Bethléem de Bras                                                 | Bras                          |                                                              | 43° 28′ 13″ nord, 5° 57′ 02″ est | « PA00081550 » | Inscrit MH                  | 1957 | Chapelle Notre-Dame-de-Bethléem de Bras                                                 |
| Chapelle Notre-Dame-de-l'Espérance de Bras                                              | Bras                          |                                                              | 43° 28′ 10″ nord, 5° 57′ 41″ est |                |                             |      | Chapelle Notre-Dame-de-l'Espérance de Bras                                              |
| Chapelle Saint-Étienne de Bras                                                          | Bras                          |                                                              | 43° 27′ 55″ nord, 5° 56′ 20″ est |                |                             |      | Chapelle Saint-Étienne de Bras                                                          |
| Chapelle Saint-Pierre de Bras                                                           | Bras                          |                                                              | 43° 28′ 26″ nord, 5° 57′ 10″ est |                |                             |      | Image manquante Téléverser                                                              |
| Chapelle Sainte-Catherine de Brignoles                                                  | Brignoles                     |                                                              | 43° 24′ 19″ nord, 6° 03′ 48″ est | « PA00081551 » | Inscrit MH                  | 1948 | Image manquante Téléverser                                                              |
| Chapelle des Censiès                                                                    | Brignoles                     |                                                              | 43° 24′ 20″ nord, 6° 00′ 02″ est |                |                             |      | Image manquante Téléverser                                                              |
| Chapelle Notre-Dame-d'Espérance dite chapelle San-Sumian de Brignoles                   | Brignoles                     |                                                              | 43° 23′ 54″ nord, 6° 03′ 51″ est |                |                             |      | Image manquante Téléverser                                                              |
| Chapelle Saint-Jean de Saint-Jean (Var)                                                 | Brignoles                     |                                                              | 43° 24′ 19″ nord, 6° 02′ 43″ est |                |                             |      | Image manquante Téléverser                                                              |
| Chapelle Notre-Dame de Brue-Auriac                                                      | Brue-Auriac                   |                                                              | 43° 31′ 13″ nord, 5° 56′ 29″ est | « PA00081561 » | Inscrit MH                  | 1971 | Chapelle Notre-Dame de Brue-Auriac                                                      |
| Chapelle Saint-Antoine de Brue-Auriac                                                   | Brue-Auriac                   |                                                              | à géolocaliser                   |                |                             |      | Image manquante Téléverser                                                              |
| Chapelle Notre-Dame-du-Glaive                                                           | Cabasse                       |                                                              | 43° 26′ 27″ nord, 6° 13′ 54″ est |                |                             |      | Chapelle Notre-Dame-du-Glaive                                                           |
| Chapelle Saint-Loup de Cabasse                                                          | Cabasse                       |                                                              | 43° 26′ 20″ nord, 6° 14′ 03″ est |                |                             |      | Image manquante Téléverser                                                              |
| Chapelle de la Trinité de Callas                                                        | Callas                        |                                                              | 43° 34′ 21″ nord, 6° 33′ 11″ est | « PA00081566 » | Inscrit MH                  | 1974 | Chapelle de la Trinité de Callas                                                        |
| Chapelle Notre-Dame de Pennafort                                                        | Callas                        |                                                              | 43° 32′ 57″ nord, 6° 34′ 18″ est |                |                             |      | Image manquante Téléverser                                                              |
| Chapelle Saint-Auxile de Callas                                                         | Callas                        |                                                              | 43° 35′ 15″ nord, 6° 33′ 15″ est |                |                             |      | Image manquante Téléverser                                                              |
| Chapelle Saint-Laurent de Callas                                                        | Callas                        |                                                              | 43° 35′ 18″ nord, 6° 32′ 30″ est |                |                             |      | Image manquante Téléverser                                                              |
| Chapelle Notre-Dame-des-Roses de Callian                                                | Callian                       |                                                              | 43° 36′ 56″ nord, 6° 44′ 45″ est | « PA00081567 » | Inscrit MH                  | 1984 | Chapelle Notre-Dame-des-Roses de Callian                                                |
| Chapelle des Pénitents de Callian                                                       | Callian                       |                                                              | 43° 37′ 20″ nord, 6° 45′ 10″ est |                |                             |      | Chapelle des Pénitents de Callian                                                       |
| Chapelle Saint-Donat de Callian                                                         | Callian                       |                                                              | 43° 37′ 13″ nord, 6° 45′ 25″ est |                |                             |      | Image manquante Téléverser                                                              |
| Chapelle Saint-Quinis de Camps-la-Source                                                | Camps-la-Source               |                                                              | 43° 22′ 42″ nord, 6° 06′ 33″ est |                |                             |      | Image manquante Téléverser                                                              |
| Chapelle Saint-Sébastien de Camps-la-Source                                             | Camps-la-Source               |                                                              | 43° 23′ 20″ nord, 6° 05′ 39″ est |                |                             |      | Image manquante Téléverser                                                              |
| Chapelle Notre-Dame de Carami                                                           | Carcès                        |                                                              | 43° 28′ 05″ nord, 6° 11′ 29″ est | « PA00081570 » | Inscrit MH                  | 1988 | Chapelle Notre-Dame de Carami                                                           |
| Chapelle Notre-Dame-de-Veyre de Notre-Dame-de-Bon-Secours                               | Carnoules                     |                                                              | 43° 18′ 07″ nord, 6° 09′ 48″ est |                |                             |      | Image manquante Téléverser                                                              |
| Chapelle de la Sainte-Trinité de Rebouillon                                             | Châteaudouble                 |                                                              | 43° 34′ 41″ nord, 6° 25′ 28″ est |                |                             |      | Image manquante Téléverser                                                              |
| Chapelle Saint-Jean-Baptiste de Châteaudouble                                           | Châteaudouble                 |                                                              | 43° 35′ 36″ nord, 6° 27′ 09″ est |                |                             |      | Image manquante Téléverser                                                              |
| Chapelle Saint-Sylvestre de Claviers                                                    | Claviers                      |                                                              | 43° 36′ 04″ nord, 6° 33′ 40″ est |                |                             |      | Image manquante Téléverser                                                              |
| Chapelle Sainte-Anne de Claviers                                                        | Claviers                      |                                                              | 43° 36′ 34″ nord, 6° 34′ 04″ est |                |                             |      | Chapelle Sainte-Anne de Claviers                                                        |
| Chapelle Saint-Roch de Cogolin                                                          | Cogolin                       |                                                              | 43° 15′ 13″ nord, 6° 31′ 58″ est |                |                             |      | Image manquante Téléverser                                                              |
| Chapelle Notre-Dame de la Salle de Cogolin                                              | Cogolin                       |                                                              | 43° 14′ 30″ nord, 6° 31′ 29″ est |                |                             |      | Image manquante Téléverser                                                              |
| Chapelle de la Malière                                                                  | Collobrières                  |                                                              | 43° 13′ 44″ nord, 6° 17′ 58″ est |                |                             |      | Image manquante Téléverser                                                              |
| Chapelle Notre-Dame-de-Pitié de Collobrières                                            | Collobrières                  |                                                              | 43° 14′ 18″ nord, 6° 18′ 32″ est |                |                             |      | Image manquante Téléverser                                                              |
| Chapelle Saint-Guillaume de Collobrières                                                | Collobrières                  |                                                              | 43° 12′ 24″ nord, 6° 17′ 28″ est |                |                             |      | Image manquante Téléverser                                                              |
| Chapelle des Templiers de Comps-sur-Artuby                                              | Comps-sur-Artuby              |                                                              | 43° 42′ 37″ nord, 6° 30′ 40″ est | « PA00081581 » | Classé MH                   | 1891 | Chapelle des Templiers de Comps-sur-Artuby                                              |
| Chapelle Saint-Didier de Comps-sur-Artuby                                               | Comps-sur-Artuby              |                                                              | 43° 42′ 48″ nord, 6° 30′ 10″ est | « PA00081582 » | Inscrit MH                  | 1926 | Chapelle Saint-Didier de Comps-sur-Artuby                                               |
| Chapelle Saint-Jean de Comps-sur-Artuby                                                 | Comps-sur-Artuby              |                                                              | 43° 42′ 37″ nord, 6° 30′ 40″ est | « PA00081583 » | Inscrit MH                  | 1926 | Chapelle Saint-Jean de Comps-sur-Artuby                                                 |
| Chapelle Notre-Dame dite de la Galine Grasse du Devenset                                | Comps-sur-Artuby              |                                                              | 43° 41′ 51″ nord, 6° 30′ 27″ est |                |                             |      | Chapelle Notre-Dame dite de la Galine Grasse du Devenset                                |
| Chapelle de la Colle                                                                    | Cotignac                      |                                                              | à géolocaliser                   |                |                             |      | Image manquante Téléverser                                                              |
| Chapelle Saint-Bernard de Cotignac                                                      | Cotignac                      |                                                              | 43° 31′ 20″ nord, 6° 08′ 45″ est |                |                             |      | Image manquante Téléverser                                                              |
| Chapelle Saint-Martin de Cotignac                                                       | Cotignac                      |                                                              | 43° 32′ 01″ nord, 6° 08′ 36″ est |                |                             |      | Image manquante Téléverser                                                              |
| Chapelle du Tiers-Ordre-de-Saint-François ou de la Corde de Cuers                       | Cuers                         |                                                              | à géolocaliser                   |                |                             |      | Image manquante Téléverser                                                              |
| Chapelle Notre-Dame-de-Santé de Cuers                                                   | Cuers                         |                                                              | 43° 14′ 09″ nord, 6° 04′ 05″ est |                |                             |      | Image manquante Téléverser                                                              |
| Chapelle Sainte-Thérèse de Cuers                                                        | Cuers                         |                                                              | 43° 14′ 13″ nord, 6° 04′ 08″ est |                |                             |      | Image manquante Téléverser                                                              |
| Chapelle Saint-Jacques de Cuers                                                         | Cuers                         |                                                              | à géolocaliser                   |                |                             |      | Image manquante Téléverser                                                              |
| Chapelle Saint-Louis de Valcros                                                         | Cuers                         |                                                              | 43° 14′ 08″ nord, 6° 02′ 10″ est |                |                             |      | Image manquante Téléverser                                                              |
| Chapelle Saint-Roch de Cuers                                                            | Cuers                         |                                                              | à géolocaliser                   |                |                             |      | Image manquante Téléverser                                                              |
| Chapelle Sainte-Christine de Cuers                                                      | Cuers                         |                                                              | 43° 13′ 02″ nord, 6° 02′ 37″ est |                |                             |      | Image manquante Téléverser                                                              |
| Chapelle Saint-Hermentaire                                                              | Draguignan                    |                                                              | 43° 31′ 44″ nord, 6° 27′ 17″ est | « PA00081790 » | Classé MH                   | 2014 | Chapelle Saint-Hermentaire                                                              |
| Chapelle Saint-Sauveur de Draguignan                                                    | Draguignan                    |                                                              | 43° 32′ 22″ nord, 6° 28′ 00″ est | « PA00125719 » | Inscrit MH                  | 1993 | Chapelle Saint-Sauveur de Draguignan                                                    |
| Chapelle Notre-Dame-du-Peuple de Draguignan                                             | Draguignan                    |                                                              | 43° 32′ 22″ nord, 6° 27′ 52″ est |                |                             |      | Chapelle Notre-Dame-du-Peuple de Draguignan                                             |
| Chapelle du cimetière militaire américain de Draguignan                                 | Draguignan                    |                                                              | 43° 32′ 14″ nord, 6° 28′ 25″ est |                |                             |      | Image manquante Téléverser                                                              |
| Chapelle Notre-Dame des Selves de Draguignan                                            | Draguignan                    |                                                              | 43° 31′ 17″ nord, 6° 26′ 48″ est |                |                             |      | Image manquante Téléverser                                                              |
| Chapelle Notre-Dame du Flayosquet                                                       | Draguignan                    |                                                              | 43° 32′ 22″ nord, 6° 24′ 22″ est |                |                             |      | Image manquante Téléverser                                                              |
| Chapelle Notre-Dame-de-l'Observance de Draguignan                                       | Draguignan                    |                                                              | 43° 32′ 25″ nord, 6° 28′ 06″ est |                |                             |      | Chapelle Notre-Dame-de-l'Observance de Draguignan                                       |
| Chapelle œcuménique du cimetière paysager du Pous du Bel Éouvé                          | Draguignan                    |                                                              | 43° 31′ 26″ nord, 6° 31′ 24″ est |                |                             |      | Image manquante Téléverser                                                              |
| Chapelle Notre-Dame-de-l'Aube                                                           | Entrecasteaux                 |                                                              | 43° 30′ 39″ nord, 6° 14′ 05″ est | « PA00081593 » | Classé MH                   | 1980 | Chapelle Notre-Dame-de-l'Aube                                                           |
| Chapelle des Pénitents blancs d'Entrecasteaux                                           | Entrecasteaux                 |                                                              | 43° 30′ 53″ nord, 6° 14′ 34″ est |                |                             |      | Image manquante Téléverser                                                              |
| Chapelle Sainte-Anne d'Entrecasteaux                                                    | Entrecasteaux                 |                                                              | 43° 30′ 49″ nord, 6° 14′ 25″ est |                |                             |      | Image manquante Téléverser                                                              |
| Chapelle Notre-Dame-du-Revest                                                           | Esparron                      |                                                              | 43° 35′ 37″ nord, 5° 50′ 24″ est | « PA00081595 » | Inscrit MH                  | 1926 | Chapelle Notre-Dame-du-Revest                                                           |
| Chapelle Notre-Dame-des-Cyprès de Fayence                                               | Fayence                       |                                                              | 43° 37′ 15″ nord, 6° 40′ 38″ est | « PA00081597 » | Inscrit MH                  | 1968 | Chapelle Notre-Dame-des-Cyprès de Fayence                                               |
| Chapelle Saint-Roch de Fayence                                                          | Fayence                       |                                                              | 43° 37′ 32″ nord, 6° 41′ 36″ est |                |                             |      | Image manquante Téléverser                                                              |
| Chapelle Notre-Dame-de-l'Olivier de Figanières                                          | Figanières                    |                                                              | 43° 33′ 56″ nord, 6° 30′ 11″ est | « PA00081600 » | Inscrit MH                  | 1946 | Chapelle Notre-Dame-de-l'Olivier de Figanières                                          |
| Chapelle Saint-Michel de Figanières                                                     | Figanières                    |                                                              | 43° 34′ 10″ nord, 6° 29′ 49″ est |                |                             |      | Image manquante Téléverser                                                              |
| Chapelle Saint-Pons de quartier Saint-Pons                                              | Figanières                    |                                                              | 43° 33′ 08″ nord, 6° 31′ 02″ est |                |                             |      | Image manquante Téléverser                                                              |
| Chapelle Saint-Roch de Flassans-sur-Issole                                              | Flassans-sur-Issole           |                                                              | 43° 22′ 12″ nord, 6° 13′ 28″ est | « IA00127276 » |                             |      | Chapelle Saint-Roch de Flassans-sur-Issole                                              |
| Chapelle Notre-Dame-de-Consolation de Flassans-sur-Issole                               | Flassans-sur-Issole           |                                                              | 43° 22′ 23″ nord, 6° 13′ 25″ est | « IA00127296 » |                             |      | Chapelle Notre-Dame-de-Consolation de Flassans-sur-Issole                               |
| Chapelle Saint-Joseph de Flassans-sur-Issole                                            | Flassans-sur-Issole           |                                                              | 43° 22′ 25″ nord, 6° 13′ 14″ est | « IA83000787 » |                             |      | Image manquante Téléverser                                                              |
| Chapelle Saint-Bernard de Flassans-sur-Issole                                           | Flassans-sur-Issole           |                                                              | 43° 22′ 03″ nord, 6° 12′ 15″ est |                |                             |      | Image manquante Téléverser                                                              |
| Chapelle Saint-Augustin de Flayosc                                                      | Flayosc                       |                                                              | 43° 30′ 50″ nord, 6° 23′ 21″ est |                |                             |      | Chapelle Saint-Augustin de Flayosc                                                      |
| Chapelle du cimetière de Fox-Amphoux                                                    | Fox-Amphoux                   |                                                              | 43° 35′ 06″ nord, 6° 06′ 12″ est |                |                             |      | Image manquante Téléverser                                                              |
| Chapelle Notre-Dame de la Bréguière                                                     | Fox-Amphoux                   |                                                              | 43° 35′ 52″ nord, 6° 05′ 32″ est |                |                             |      | Chapelle Notre-Dame de la Bréguière                                                     |
| Chapelle Notre-Dame-du-Bon-Secours de Fox-Amphoux                                       | Fox-Amphoux                   |                                                              | à géolocaliser                   |                |                             |      | Image manquante Téléverser                                                              |
| Chapelle Saint-Ulphar de Fox-Amphoux                                                    | Fox-Amphoux                   |                                                              | 43° 34′ 40″ nord, 6° 06′ 07″ est |                |                             |      | Chapelle Saint-Ulphar de Fox-Amphoux                                                    |
| Chapelle Notre-Dame-de-Jérusalem                                                        | Fréjus                        |                                                              | 43° 28′ 15″ nord, 6° 46′ 13″ est | « PA00081607 » | Inscrit MH                  | 1989 | Chapelle Notre-Dame-de-Jérusalem                                                        |
| Chapelle Saint-Aygou                                                                    | Fréjus                        |                                                              | 43° 23′ 09″ nord, 6° 43′ 17″ est |                |                             |      | Chapelle Saint-Aygou                                                                    |
| Chapelle Saint-François de Paule de Fréjus                                              | Fréjus                        |                                                              | 43° 26′ 00″ nord, 6° 43′ 59″ est | « PA00081608 » | Classé MH                   | 1987 | Chapelle Saint-François de Paule de Fréjus                                              |
| Chapelle Sainte-Brigitte du Reyran                                                      | Fréjus                        |                                                              | 43° 27′ 40″ nord, 6° 44′ 36″ est |                |                             |      | Image manquante Téléverser                                                              |
| Chapelle Sainte-Marie-Madeleine de la Madeleine                                         | Fréjus                        |                                                              | 43° 26′ 05″ nord, 6° 44′ 55″ est |                |                             |      | Chapelle Sainte-Marie-Madeleine de la Madeleine                                         |
| Chapelle Saint-Lambert de la Vieille Bergerie                                           | Fréjus                        |                                                              | 43° 26′ 20″ nord, 6° 45′ 11″ est |                |                             |      | Image manquante Téléverser                                                              |
| Chapelle Saint-Félix de Garéoult                                                        | Garéoult                      |                                                              | 43° 19′ 53″ nord, 6° 02′ 20″ est |                |                             |      | Chapelle Saint-Félix de Garéoult                                                        |
| Chapelle Notre-Dame-de-la-Compassion de Gassin                                          | Gassin                        |                                                              | 43° 13′ 55″ nord, 6° 35′ 00″ est |                |                             |      | Chapelle Notre-Dame-de-la-Compassion de Gassin                                          |
| Chapelle des Pénitents de Ginasservis                                                   | Ginasservis                   |                                                              | 43° 40′ 16″ nord, 5° 51′ 05″ est | « PA00081630 » | Inscrit MH                  | 1927 | Image manquante Téléverser                                                              |
| Chapelle Saint-Damase de Ginasservis                                                    | Ginasservis                   |                                                              | 43° 40′ 14″ nord, 5° 51′ 30″ est |                |                             |      | Image manquante Téléverser                                                              |
| Chapelle Notre-Dame-du-Figuier de Gonfaron                                              | Gonfaron                      |                                                              | à géolocaliser                   |                |                             |      | Image manquante Téléverser                                                              |
| Chapelle Saint-Quinis de Gonfaron                                                       | Gonfaron                      |                                                              | 43° 19′ 17″ nord, 6° 17′ 12″ est |                |                             |      | Image manquante Téléverser                                                              |
| Chapelle Notre-Dame de la Queste                                                        | Grimaud                       |                                                              | 43° 16′ 35″ nord, 6° 32′ 41″ est |                |                             |      | Chapelle Notre-Dame de la Queste                                                        |
| Chapelle Saint-Roch de Grimaud                                                          | Grimaud                       |                                                              | 43° 16′ 32″ nord, 6° 31′ 22″ est |                |                             |      | Image manquante Téléverser                                                              |
| Chapelle des Pénitents                                                                  | Grimaud                       |                                                              | 43° 16′ 26″ nord, 6° 31′ 06″ est | « PA00081631 » | Inscrit MH                  | 1976 | Chapelle des Pénitents                                                                  |
| Chapelle Saint-Blaise d'Hyères                                                          | Hyères                        |                                                              | 43° 07′ 17″ nord, 6° 07′ 42″ est | « PA00081636 » | Classé MH                   | 1987 | Chapelle Saint-Blaise d'Hyères                                                          |
| Chapelle de l'hôpital Renée Sabran de Giens                                             | Hyères                        |                                                              | 43° 02′ 14″ nord, 6° 08′ 15″ est |                |                             |      | Image manquante Téléverser                                                              |
| Chapelle Notre-Dame-de-Consolation de Costebelle                                        | Hyères                        |                                                              | 43° 05′ 55″ nord, 6° 07′ 39″ est |                |                             |      | Chapelle Notre-Dame-de-Consolation de Costebelle                                        |
| Chapelle Sainte-Thérèse de Hyères                                                       | Hyères                        |                                                              | à géolocaliser                   |                |                             |      | Image manquante Téléverser                                                              |
| Chapelle Saint-Nicolas des Salins                                                       | Hyères                        |                                                              | 43° 07′ 00″ nord, 6° 12′ 00″ est |                |                             |      | Image manquante Téléverser                                                              |
| Chapelle Saint-Tropez-et-Saint-Pierre de Port-Cros                                      | Hyères                        |                                                              | 43° 00′ 30″ nord, 6° 23′ 02″ est |                |                             |      | Image manquante Téléverser                                                              |
| Chapelle Saint-Côme-et-Saint-Damien de La Cadière-d'Azur                                | La Cadière-d'Azur             |                                                              | 43° 11′ 05″ nord, 5° 44′ 18″ est | « PA00081564 » | Inscrit MH                  | 1981 | Chapelle Saint-Côme-et-Saint-Damien de La Cadière-d'Azur                                |
| Chapelle de la Miséricorde, des Pénitents noirs de La Cadière-d'Azur                    | La Cadière-d'Azur             |                                                              | 43° 11′ 44″ nord, 5° 45′ 21″ est |                |                             |      | Image manquante Téléverser                                                              |
| Chapelle Sainte-Magdeleine de La Cadière-d'Azur                                         | La Cadière-d'Azur             |                                                              | à géolocaliser                   |                |                             |      | Image manquante Téléverser                                                              |
| Chapelle Sainte-Croix du Défends                                                        | La Cadière-d'Azur             |                                                              | 43° 11′ 53″ nord, 5° 44′ 32″ est |                |                             |      | Chapelle Sainte-Croix du Défends                                                        |
| Chapelle de la Gayolle                                                                  | La Celle                      |                                                              | 43° 23′ 54″ nord, 5° 58′ 41″ est | « PA00081576 » | Classé MH                   | 1952 | Image manquante Téléverser                                                              |
| Chapelle Notre-Dame du Fenouillet                                                       | La Crau                       |                                                              | 43° 08′ 09″ nord, 6° 05′ 47″ est |                |                             |      | Image manquante Téléverser                                                              |
| Chapelle de plein air de La Croix-Valmer                                                | La Croix-Valmer               |                                                              | 43° 12′ 00″ nord, 6° 33′ 13″ est |                |                             |      | Image manquante Téléverser                                                              |
| Chapelle de la Trinité de La Farlède                                                    | La Farlède                    |                                                              | 43° 09′ 53″ nord, 6° 01′ 33″ est |                |                             |      | Image manquante Téléverser                                                              |
| Chapelle Notre-Dame de La Garde                                                         | La Garde                      |                                                              | 43° 07′ 31″ nord, 6° 00′ 51″ est | « PA00081627 » | Classé MH                   | 1916 | Chapelle Notre-Dame de La Garde                                                         |
| Chapelle Saint-Charles-Borromée de la Pauline                                           | La Garde                      |                                                              | 43° 08′ 17″ nord, 6° 01′ 51″ est | « PA00081628 » | Inscrit MH                  | 1988 | Chapelle Saint-Charles-Borromée de la Pauline                                           |
| Chapelle de Bon-Secours de Sainte-Marguerite                                            | La Garde                      |                                                              | 43° 06′ 26″ nord, 5° 59′ 31″ est |                |                             |      | Chapelle de Bon-Secours de Sainte-Marguerite                                            |
| Chapelle Sainte-Agathe de La Garde                                                      | La Garde                      |                                                              | 43° 07′ 27″ nord, 6° 00′ 45″ est |                |                             |      | Chapelle Sainte-Agathe de La Garde                                                      |
| Chapelle Notre-Dame de la Mourre                                                        | La Garde-Freinet              |                                                              | à géolocaliser                   |                |                             |      | Image manquante Téléverser                                                              |
| Chapelle Notre-Dame de Miremer de La Garde-Freinet                                      | La Garde-Freinet              |                                                              | 43° 17′ 46″ nord, 6° 29′ 06″ est |                |                             |      | Image manquante Téléverser                                                              |
| Chapelle Saint-Clément de La Garde-Freinet                                              | La Garde-Freinet              |                                                              | 43° 18′ 36″ nord, 6° 28′ 44″ est |                |                             |      | Image manquante Téléverser                                                              |
| Chapelle Saint-Éloi de La Garde-Freinet                                                 | La Garde-Freinet              |                                                              | 43° 18′ 49″ nord, 6° 28′ 18″ est |                |                             |      | Image manquante Téléverser                                                              |
| Chapelle Saint-Jean-Bosco dite aussi chapelle Dom Bosco de la Cas                       | La Motte                      |                                                              | 43° 31′ 02″ nord, 6° 33′ 25″ est |                |                             |      | Image manquante Téléverser                                                              |
| Chapelle Saint-Michel des Demoiselles                                                   | La Motte                      |                                                              | 43° 30′ 41″ nord, 6° 34′ 06″ est |                |                             |      | Image manquante Téléverser                                                              |
| Chapelle Sainte-Magdeleine de La Môle                                                   | La Môle                       |                                                              | 43° 13′ 33″ nord, 6° 28′ 21″ est | « PA00081784 » | Inscrit MH                  | 1990 | Chapelle Sainte-Magdeleine de La Môle                                                   |
| Chapelle du château de La Môle                                                          | La Môle                       |                                                              | 43° 12′ 37″ nord, 6° 28′ 55″ est |                |                             |      | Image manquante Téléverser                                                              |
| Chapelle Notre-Dame de La Roque-Esclapon                                                | La Roque-Esclapon             |                                                              | 43° 43′ 25″ nord, 6° 37′ 47″ est |                |                             |      | Image manquante Téléverser                                                              |
| Chapelle Notre-Dame-d'Inspiration des Ferrages                                          | La Roquebrussanne             |                                                              | 43° 20′ 40″ nord, 5° 58′ 58″ est |                |                             |      | Image manquante Téléverser                                                              |
| Chapelle Saint-André des Orris                                                          | La Roquebrussanne             |                                                              | à géolocaliser                   |                |                             |      | Image manquante Téléverser                                                              |
| Chapelle Saint-Louis des Molières                                                       | La Roquebrussanne             |                                                              | 43° 20′ 36″ nord, 5° 59′ 50″ est |                |                             |      | Image manquante Téléverser                                                              |
| Chapelle des Pères Montfortins de La Seyne-sur-Mer                                      | La Seyne-sur-Mer              |                                                              | à géolocaliser                   |                |                             |      | Image manquante Téléverser                                                              |
| Chapelle du fort de Balaguier                                                           | La Seyne-sur-Mer              |                                                              | 43° 05′ 40″ nord, 5° 54′ 38″ est |                |                             |      | Image manquante Téléverser                                                              |
| Chapelle Notre-Dame-de-Balaguier de La Seyne-sur-Mer                                    | La Seyne-sur-Mer              |                                                              | 43° 05′ 54″ nord, 5° 54′ 15″ est |                |                             |      | Image manquante Téléverser                                                              |
| Chapelle Sainte-Marie de La Seyne-sur-Mer                                               | La Seyne-sur-Mer              |                                                              | à géolocaliser                   |                |                             |      | Image manquante Téléverser                                                              |
| Chapelle Saint-Vincent de La Seyne-sur-Mer                                              | La Seyne-sur-Mer              |                                                              | à géolocaliser                   |                |                             |      | Image manquante Téléverser                                                              |
| Chapelle du domaine des Gueules Cassées du Coudon de La Valette-du-Var                  | La Valette-du-Var             |                                                              | 43° 08′ 58″ nord, 6° 00′ 46″ est |                |                             |      | Image manquante Téléverser                                                              |
| Chapelle Notre-Dame-d'église de La Verdière                                             | La Verdière                   |                                                              | 43° 38′ 51″ nord, 5° 56′ 33″ est |                |                             |      | Image manquante Téléverser                                                              |
| Chapelle Notre-Dame-de-Santé de La Verdière                                             | La Verdière                   |                                                              | à géolocaliser                   |                |                             |      | Image manquante Téléverser                                                              |
| Chapelle Saint-Roch de La Verdière                                                      | La Verdière                   |                                                              | 43° 38′ 01″ nord, 5° 56′ 18″ est |                |                             |      | Image manquante Téléverser                                                              |
| Chapelle Notre-Dame de Beauvoir                                                         | Le Beausset                   |                                                              | 43° 11′ 06″ nord, 5° 48′ 18″ est | « PA00081540 » | Inscrit MH                  | 1970 | Chapelle Notre-Dame de Beauvoir                                                         |
| Chapelle Sainte-Anne du Bourguet                                                        | Le Bourguet                   |                                                              | 43° 47′ 18″ nord, 6° 31′ 11″ est | « PA00081549 » | Inscrit MH                  | 1971 | Image manquante Téléverser                                                              |
| Chapelle Saint-Jean-Saint-Louis du Cannet-des-Maures                                    | Le Cannet-des-Maures          |                                                              | 43° 24′ 07″ nord, 6° 20′ 45″ est |                |                             |      | Chapelle Saint-Jean-Saint-Louis du Cannet-des-Maures                                    |
| Chapelle Notre-Dame-du-Bel-Amour                                                        | Le Cannet-des-Maures          |                                                              | 43° 24′ 08″ nord, 6° 20′ 40″ est |                |                             |      | Image manquante Téléverser                                                              |
| Petite chapelle du Cannet-des-Maures                                                    | Le Cannet-des-Maures          |                                                              | 43° 24′ 07″ nord, 6° 20′ 45″ est |                |                             |      | Petite chapelle du Cannet-des-Maures                                                    |
| Chapelle Sainte-Anne de Sainte-Anne-du-Castellet                                        | Le Castellet                  |                                                              | 43° 13′ 57″ nord, 5° 45′ 43″ est |                |                             |      | Chapelle Sainte-Anne de Sainte-Anne-du-Castellet                                        |
| Chapelle Saint-Louis du Brûlat                                                          | Le Castellet                  |                                                              | 43° 12′ 43″ nord, 5° 46′ 39″ est |                |                             |      | Image manquante Téléverser                                                              |
| Chapelle du Petit-Canadeau                                                              | Le Castellet                  |                                                              | 43° 10′ 24″ nord, 5° 47′ 07″ est |                |                             |      | Image manquante Téléverser                                                              |
| Chapelle Notre-Dame de la Pinède                                                        | Le Castellet                  |                                                              | 43° 11′ 55″ nord, 5° 45′ 45″ est |                |                             |      | Image manquante Téléverser                                                              |
| Chapelle de la Grande Bastide                                                           | Le Castellet                  |                                                              | 43° 11′ 22″ nord, 5° 46′ 33″ est |                |                             |      | Image manquante Téléverser                                                              |
| Chapelle Notre-Dame-de-l'Annonciation du Lavandou                                       | Le Lavandou                   |                                                              | à géolocaliser                   |                |                             |      | Image manquante Téléverser                                                              |
| Chapelle Saint-Clair du Lavandou                                                        | Le Lavandou                   |                                                              | 43° 08′ 41″ nord, 6° 22′ 48″ est |                |                             |      | Chapelle Saint-Clair du Lavandou                                                        |
| Chapelle Sainte-Anne du Luc                                                             | Le Luc                        |                                                              | à géolocaliser                   |                |                             |      | Image manquante Téléverser                                                              |
| Chapelle Saint-Pons du Muy                                                              | Le Muy                        |                                                              | 43° 28′ 39″ nord, 6° 33′ 59″ est |                |                             |      | Chapelle Saint-Pons du Muy                                                              |
| Chapelle Saint-Pierre-de-Miramas du Plan-de-la-Tour                                     | Le Plan-de-la-Tour            |                                                              | 43° 20′ 15″ nord, 6° 33′ 08″ est |                |                             |      | Image manquante Téléverser                                                              |
| Chapelle Saint-Bernard des Camails                                                      | Le Thoronet                   |                                                              | 43° 28′ 18″ nord, 6° 15′ 47″ est |                |                             |      | Image manquante Téléverser                                                              |
| Chapelle Notre-Dame-de-Pitié du Val                                                     | Le Val                        |                                                              | 43° 25′ 51″ nord, 6° 04′ 18″ est | « PA83000009 » | Classé MH                   | 2000 | Chapelle Notre-Dame-de-Pitié du Val                                                     |
| Chapelle Notre-Dame de Paracol                                                          | Le Val                        |                                                              | 43° 26′ 52″ nord, 6° 03′ 31″ est |                |                             |      | Image manquante Téléverser                                                              |
| Chapelle Saint-Blaise du Val                                                            | Le Val                        |                                                              | 43° 26′ 49″ nord, 6° 03′ 44″ est |                |                             |      | Image manquante Téléverser                                                              |
| Chapelle Saint-Cyriaque du Val                                                          | Le Val                        |                                                              | 43° 27′ 00″ nord, 6° 04′ 22″ est |                |                             |      | Image manquante Téléverser                                                              |
| Chapelle des Pénitents du Val                                                           | Le Val                        |                                                              | à géolocaliser                   |                |                             |      | Image manquante Téléverser                                                              |
| Chapelle Saint-Joseph du Val                                                            | Le Val                        |                                                              | à géolocaliser                   |                |                             |      | Image manquante Téléverser                                                              |
| Chapelle Sainte-Roseline des Arcs                                                       | Les Arcs                      |                                                              | 43° 28′ 26″ nord, 6° 30′ 48″ est | « PA00081525 » | Classé MH                   | 1980 | Chapelle Sainte-Roseline des Arcs                                                       |
| Chapelle Saint-Pierre du Parage                                                         | Les Arcs                      |                                                              | 43° 27′ 55″ nord, 6° 28′ 42″ est |                |                             |      | Image manquante Téléverser                                                              |
| Chapelle des Salles-sur-Verdon                                                          | Les Salles-sur-Verdon         |                                                              | 43° 46′ 25″ nord, 6° 12′ 55″ est |                |                             |      | Image manquante Téléverser                                                              |
| Chapelle Notre-Dame de Benva                                                            | Lorgues                       |                                                              | 43° 29′ 55″ nord, 6° 20′ 12″ est | « PA00081670 » | Classé MH                   | 1929 | Chapelle Notre-Dame de Benva                                                            |
| Chapelle Notre-Dame de Florièye de Lorgues                                              | Lorgues                       |                                                              | 43° 29′ 59″ nord, 6° 22′ 19″ est |                |                             |      | Chapelle Notre-Dame de Florièye de Lorgues                                              |
| Chapelle Sainte-Anne de Lorgues                                                         | Lorgues                       |                                                              | 43° 29′ 18″ nord, 6° 21′ 53″ est |                |                             |      | Chapelle Sainte-Anne de Lorgues                                                         |
| Chapelle Saint Jaume de Lorgues                                                         | Lorgues                       |                                                              | 43° 28′ 53″ nord, 6° 19′ 43″ est |                |                             |      | Chapelle Saint Jaume de Lorgues                                                         |
| Chapelle Saint-François de Lorgues                                                      | Lorgues                       |                                                              | 43° 29′ 40″ nord, 6° 21′ 45″ est | « IA83000156 » |                             |      | Image manquante Téléverser                                                              |
| Chapelle Saint-Honorat de Lorgues                                                       | Lorgues                       |                                                              | 43° 29′ 51″ nord, 6° 21′ 57″ est |                |                             |      | Chapelle Saint-Honorat de Lorgues                                                       |
| Chapelle Notre-Dame-de-la-Roque de Moissac-Bellevue                                     | Moissac-Bellevue              |                                                              | 43° 39′ 08″ nord, 6° 09′ 41″ est |                |                             |      | Chapelle Notre-Dame-de-la-Roque de Moissac-Bellevue                                     |
| Chapelle Notre-Dame-de-Pitié de Mons                                                    | Mons                          |                                                              | à géolocaliser                   |                |                             |      | Chapelle Notre-Dame-de-Pitié de Mons                                                    |
| Chapelle Saint-Pierre dite San-Peyre de Riens                                           | Mons                          |                                                              | 43° 41′ 47″ nord, 6° 43′ 28″ est |                |                             |      | Chapelle Saint-Pierre dite San-Peyre de Riens                                           |
| Chapelle Saint-Roch de Mons                                                             | Mons                          |                                                              | à géolocaliser                   |                |                             |      | Chapelle Saint-Roch de Mons                                                             |
| Chapelle de Saint-Marcellin de Mons                                                     | Mons                          |                                                              | à géolocaliser                   |                |                             |      | Chapelle de Saint-Marcellin de Mons                                                     |
| Nouvelle chapelle Saint-Pierre dite San-Peyre de Mons                                   | Mons                          |                                                              | à géolocaliser                   |                |                             |      | Nouvelle chapelle Saint-Pierre dite San-Peyre de Mons                                   |
| Chapelle Saint-Laurent de Mons                                                          | Mons                          |                                                              | 43° 41′ 12″ nord, 6° 42′ 25″ est |                |                             |      | Chapelle Saint-Laurent de Mons                                                          |
| Chapelle Sainte-Roseline de Mons                                                        | Mons                          |                                                              | à géolocaliser                   |                |                             |      | Chapelle Sainte-Roseline de Mons                                                        |
| Ancienne chapelle Saint-Sébastien de Mons                                               | Mons                          |                                                              | à géolocaliser                   |                |                             |      | Ancienne chapelle Saint-Sébastien de Mons                                               |
| Chapelle Barthélemy de Montauroux                                                       | Montauroux                    |                                                              | 43° 37′ 11″ nord, 6° 45′ 51″ est |                |                             |      | Chapelle Barthélemy de Montauroux                                                       |
| Chapelle Notre-Dame de Beauvoir de Montferrat                                           | Montferrat                    |                                                              | 43° 37′ 08″ nord, 6° 29′ 05″ est |                |                             |      | Chapelle Notre-Dame de Beauvoir de Montferrat                                           |
| Chapelle du Saint-Esprit de Montmeyan                                                   | Montmeyan                     |                                                              | à géolocaliser                   |                |                             |      | Chapelle du Saint-Esprit de Montmeyan                                                   |
| Chapelle Sainte-Roseline de la chartreuse Notre-Dame-de-Montrieux de Montrieux-le-Jeune | Méounes-lès-Montrieux         |                                                              | 43° 15′ 30″ nord, 5° 57′ 56″ est |                |                             |      | Chapelle Sainte-Roseline de la chartreuse Notre-Dame-de-Montrieux de Montrieux-le-Jeune |
| Chapelle Notre-Dame-de-Miséricorde de Nans-les-Pins                                     | Nans-les-Pins                 |                                                              | à géolocaliser                   |                |                             |      | Chapelle Notre-Dame-de-Miséricorde de Nans-les-Pins                                     |
| Chapelle de Faveyrolles                                                                 | Ollioules                     |                                                              | à géolocaliser                   |                |                             |      | Image manquante Téléverser                                                              |
| Chapelle Sainte-Croix de Pierrefeu-du-Var                                               | Pierrefeu-du-Var              |                                                              | 43° 13′ 36″ nord, 6° 08′ 29″ est |                |                             |      | Chapelle Sainte-Croix de Pierrefeu-du-Var                                               |
| Chapelle Saint-Barthélemy de Pignans                                                    | Pignans                       |                                                              | 43° 17′ 42″ nord, 6° 15′ 23″ est |                |                             |      | Image manquante Téléverser                                                              |
| Chapelle du sanctuaire Notre-Dame-des-Anges                                             | Pignans                       | Sanctuaire à 708 m d'altitude au sommet du massif des Maures | 43° 09′ 55″ nord, 6° 10′ 26″ est | « IA00127463 » |                             |      | Chapelle du sanctuaire Notre-Dame-des-Anges                                             |
| Chapelle des Parisiens                                                                  | Plan-d'Aups-Sainte-Baume      |                                                              | 43° 19′ 44″ nord, 5° 46′ 06″ est | « PA00081688 » | Classé MH                   | 1913 | Chapelle des Parisiens                                                                  |
| Chapelle Sainte-Marie-Madeleine de Plan-d'Aups-Sainte-Baume                             | Plan-d'Aups-Sainte-Baume      |                                                              | 43° 20′ 07″ nord, 5° 45′ 23″ est |                |                             |      | Image manquante Téléverser                                                              |
| Grotte de la Sainte-Baume                                                               | Plan-d'Aups-Sainte-Baume      |                                                              | 43° 19′ 36″ nord, 5° 45′ 51″ est |                |                             |      | Grotte de la Sainte-Baume                                                               |
| Chapelle de la Blaquière                                                                | Pourrières                    |                                                              | 43° 31′ 06″ nord, 5° 43′ 16″ est |                |                             |      | Image manquante Téléverser                                                              |
| Chapelle Notre-Dame-du-Bois, du couvent des Minimes des Hermentaires                    | Pourrières                    |                                                              | 43° 30′ 13″ nord, 5° 45′ 01″ est |                |                             |      | Image manquante Téléverser                                                              |
| Chapelle Sainte-Philomène de Puget-Ville                                                | Puget-Ville                   |                                                              | 43° 17′ 05″ nord, 6° 06′ 05″ est | « PA00081696 » | Inscrit MH                  | 1925 | Image manquante Téléverser                                                              |
| Chapelle Saint-Louis de la Foux                                                         | Puget-Ville                   |                                                              | 43° 17′ 43″ nord, 6° 08′ 39″ est |                |                             |      | Image manquante Téléverser                                                              |
| Chapelle Sainte-Anne de Ramatuelle                                                      | Ramatuelle                    |                                                              | 43° 13′ 05″ nord, 6° 36′ 43″ est |                |                             |      | Image manquante Téléverser                                                              |
| Chapelle Notre-Dame-du-Rosaire de Canadel                                               | Rayol-Canadel-sur-Mer         |                                                              | 43° 09′ 30″ nord, 6° 27′ 42″ est |                |                             |      | Chapelle Notre-Dame-du-Rosaire de Canadel                                               |
| Chapelle Notre-Dame-des-Neiges de Villeneuve                                            | Régusse                       |                                                              | 43° 40′ 28″ nord, 6° 05′ 17″ est |                |                             |      | Image manquante Téléverser                                                              |
| Chapelle Saint-Jean de Régusse                                                          | Régusse                       |                                                              | 43° 39′ 50″ nord, 6° 07′ 43″ est |                |                             |      | Image manquante Téléverser                                                              |
| Chapelle Saint-Estève de Rians                                                          | Rians                         |                                                              | 43° 36′ 38″ nord, 5° 41′ 16″ est | « PA00125725 » | Inscrit MH                  | 1993 | Chapelle Saint-Estève de Rians                                                          |
| Chapelle du Saint-Enfant de Rians                                                       | Rians                         |                                                              | à géolocaliser                   |                |                             |      | Image manquante Téléverser                                                              |
| Chapelle du Saint-Pilon                                                                 | Riboux                        |                                                              | 43° 19′ 38″ nord, 5° 45′ 54″ est |                |                             |      | Chapelle du Saint-Pilon                                                                 |
| Chapelle Sainte-Agathe de Riboux                                                        | Riboux                        | sur la crête du Massif de la Sainte-Baume                    | 43° 10′ 53″ nord, 5° 27′ 10″ est |                |                             |      | Chapelle Sainte-Agathe de Riboux                                                        |
| Chapelle Saint-Pierre de Roquebrune-sur-Argens                                          | Roquebrune-sur-Argens         |                                                              | 43° 26′ 39″ nord, 6° 38′ 41″ est | « PA00081699 » | Inscrit MH                  | 1926 | Chapelle Saint-Pierre de Roquebrune-sur-Argens                                          |
| Chapelle Sainte-Anne de Roquebrune-sur-Argens                                           | Roquebrune-sur-Argens         |                                                              | 43° 26′ 23″ nord, 6° 38′ 02″ est |                |                             |      | Chapelle Sainte-Anne de Roquebrune-sur-Argens                                           |
| Chapelle Sainte-Thérèse-de-l'Enfant-Jésus des Issambres                                 | Roquebrune-sur-Argens         |                                                              | 43° 21′ 05″ nord, 6° 42′ 45″ est |                |                             |      | Image manquante Téléverser                                                              |
| Chapelle Saint-Michel de Roquebrune-sur-Argens                                          | Roquebrune-sur-Argens         |                                                              | 43° 26′ 34″ nord, 6° 38′ 09″ est |                |                             |      | Chapelle Saint-Michel de Roquebrune-sur-Argens                                          |
| Chapelle Saint-Roch de Roquebrune-sur-Argens                                            | Roquebrune-sur-Argens         |                                                              | 43° 26′ 51″ nord, 6° 37′ 58″ est |                |                             |      | Chapelle Saint-Roch de Roquebrune-sur-Argens                                            |
| Chapelle Notre-Dame de Pitié de Roquebrune-sur-Argens                                   | Roquebrune-sur-Argens         |                                                              | 43° 26′ 26″ nord, 6° 38′ 16″ est |                |                             |      | Image manquante Téléverser                                                              |
| Chapelle Notre-Dame du Pays Haut                                                        | Rougiers                      |                                                              | 43° 23′ 21″ nord, 5° 51′ 18″ est |                |                             |      | Image manquante Téléverser                                                              |
| Chapelle Saint-Jean de Solférino de Rougiers                                            | Rougiers                      |                                                              | 43° 22′ 57″ nord, 5° 51′ 08″ est |                |                             |      | Image manquante Téléverser                                                              |
| Chapelle Sainte-Catherine de Rougiers                                                   | Rougiers                      |                                                              | 43° 23′ 34″ nord, 5° 50′ 58″ est |                |                             |      | Image manquante Téléverser                                                              |
| Chapelle de la Trinité de Saint-Julien                                                  | Saint-Julien                  |                                                              | 43° 41′ 29″ nord, 5° 53′ 57″ est |                |                             |      | Image manquante Téléverser                                                              |
| Chapelle de l'Annonciade de Saint-Julien                                                | Saint-Julien                  |                                                              | 43° 41′ 35″ nord, 5° 54′ 18″ est |                |                             |      | Chapelle de l'Annonciade de Saint-Julien                                                |
| Chapelle Saint-Bernard de l'Éclou                                                       | Saint-Julien                  |                                                              | 43° 41′ 51″ nord, 5° 55′ 38″ est |                |                             |      | Image manquante Téléverser                                                              |
| Chapelle Saint-Pierre de Saint-Pierre (Var)                                             | Saint-Julien                  |                                                              | 43° 41′ 41″ nord, 5° 54′ 54″ est |                |                             |      | Image manquante Téléverser                                                              |
| Chapelle Saint-Louis de Saint-Mandrier-sur-Mer                                          | Saint-Mandrier-sur-Mer        |                                                              | 43° 04′ 48″ nord, 5° 55′ 59″ est | « PA00081787 » | Inscrit MH                  | 1990 | Image manquante Téléverser                                                              |
| Chapelle Saint-Étienne de Saint-Étienne (Var)                                           | Saint-Mandrier-sur-Mer        |                                                              | 43° 35′ 37″ nord, 5° 53′ 00″ est |                |                             |      | Image manquante Téléverser                                                              |
| Chapelle Saint-Jean de Saint-Maximin-la-Sainte-Baume                                    | Saint-Maximin-la-Sainte-Baume |                                                              | 43° 27′ 11″ nord, 5° 52′ 03″ est |                |                             |      | Chapelle Saint-Jean de Saint-Maximin-la-Sainte-Baume                                    |
| Chapelle Saint-Joseph de Saint-Paul-en-Forêt                                            | Saint-Paul-en-Forêt           |                                                              | 43° 33′ 56″ nord, 6° 41′ 42″ est |                |                             |      | Chapelle Saint-Joseph de Saint-Paul-en-Forêt                                            |
| Chapelle de Tous-les-Saints des Vallons de Valescure                                    | Saint-Raphaël                 |                                                              | 43° 26′ 41″ nord, 6° 46′ 32″ est |                |                             |      | Chapelle de Tous-les-Saints des Vallons de Valescure                                    |
| Chapelle Saint-Roch du Dramont                                                          | Saint-Raphaël                 |                                                              | 43° 25′ 04″ nord, 6° 50′ 49″ est |                |                             |      | Chapelle Saint-Roch du Dramont                                                          |
| Chapelle de l'Annonciade de Saint-Tropez                                                | Saint-Tropez                  |                                                              | 43° 16′ 16″ nord, 6° 38′ 15″ est | « PA00081718 » | Inscrit MH Portail d'entrée | 1947 | Chapelle de l'Annonciade de Saint-Tropez                                                |
| Chapelle de la Miséricorde de Saint-Tropez                                              | Saint-Tropez                  |                                                              | 43° 16′ 16″ nord, 6° 38′ 26″ est | « PA00081719 » | Inscrit MH                  | 1947 | Chapelle de la Miséricorde de Saint-Tropez                                              |
| Chapelle Sainte-Anne de Saint-Tropez                                                    | Saint-Tropez                  |                                                              | 43° 15′ 27″ nord, 6° 38′ 25″ est | « PA00081720 » | Classé MH                   | 1951 | Chapelle Sainte-Anne de Saint-Tropez                                                    |
| Chapelle Saint-Tropez-des-Platanes de Saint-Tropez                                      | Saint-Tropez                  |                                                              | 43° 16′ 02″ nord, 6° 38′ 25″ est | « PA00081721 » | Inscrit MH                  | 1954 | Image manquante Téléverser                                                              |
| Chapelle Saint-Joseph de Saint-Tropez                                                   | Saint-Tropez                  |                                                              | à géolocaliser                   |                |                             |      | Image manquante Téléverser                                                              |
| Chapelle des Pénitents de Saint-Zacharie                                                | Saint-Zacharie                |                                                              | 43° 23′ 06″ nord, 5° 42′ 29″ est | « PA00081728 » | Inscrit MH                  | 1988 | Image manquante Téléverser                                                              |
| Chapelle Saint-Clair de Saint-Zacharie                                                  | Saint-Zacharie                |                                                              | 43° 23′ 33″ nord, 5° 42′ 36″ est |                |                             |      | Image manquante Téléverser                                                              |
| Chapelle Saint-Donat de Sainte-Maxime                                                   | Sainte-Maxime                 |                                                              | 43° 19′ 29″ nord, 6° 39′ 46″ est |                |                             |      | Image manquante Téléverser                                                              |
| Chapelle du monastère Notre-Dame-de-Clarté de Salernes                                  | Salernes                      |                                                              | 43° 34′ 24″ nord, 6° 13′ 24″ est |                |                             |      | Image manquante Téléverser                                                              |
| Chapelle Saint-Barthélemy de Saint-Barthélemy (Var)                                     | Salernes                      |                                                              | 43° 35′ 08″ nord, 6° 13′ 55″ est |                |                             |      | Image manquante Téléverser                                                              |
| Chapelle Saint-Jacques ou Notre-Dame-de-Bon-Secours de Salernes                         | Salernes                      |                                                              | 43° 33′ 54″ nord, 6° 13′ 47″ est |                |                             |      | Chapelle Saint-Jacques ou Notre-Dame-de-Bon-Secours de Salernes                         |
| Chapelle de la Sainte-Famille de la Millière                                            | Salernes                      |                                                              | 43° 07′ 41″ nord, 5° 48′ 18″ est |                |                             |      | Image manquante Téléverser                                                              |
| Chapelle Notre-Dame-de-Consolation, dite des Pénitents blancs de Sanary-sur-Mer         | Salernes                      |                                                              | 43° 07′ 08″ nord, 5° 48′ 07″ est |                |                             |      | Image manquante Téléverser                                                              |
| Chapelle Notre-Dame-de-Pitié de Sanary-sur-Mer                                          | Salernes                      |                                                              | 43° 06′ 56″ nord, 5° 47′ 52″ est |                |                             |      | Image manquante Téléverser                                                              |
| Chapelle Sainte-Trinide dite aussi Sainte-Ternide de Sanary-sur-Mer                     | Salernes                      |                                                              | à géolocaliser                   |                |                             |      | Image manquante Téléverser                                                              |
| Chapelle Saint-Roch de Sanary-sur-Mer                                                   | Salernes                      |                                                              | 43° 07′ 18″ nord, 5° 48′ 18″ est |                |                             |      | Image manquante Téléverser                                                              |
| Chapelle Notre-Dame-de-l'Ormeau de Seillans                                             | Seillans                      |                                                              | 43° 37′ 54″ nord, 6° 39′ 17″ est | « PA00081732 » | Inscrit MH                  | 1930 | Chapelle Notre-Dame-de-l'Ormeau de Seillans                                             |
| Chapelle Notre-Dame des Selves                                                          | Seillans                      |                                                              | 43° 36′ 10″ nord, 6° 39′ 07″ est |                |                             |      | Chapelle Notre-Dame des Selves                                                          |
| Chapelle Saint-Cyr de la Rouvière                                                       | Seillans                      |                                                              | 43° 37′ 51″ nord, 6° 38′ 58″ est |                |                             |      | Chapelle Saint-Cyr de la Rouvière                                                       |
| Chapelle Saint-Christophe de Broves                                                     | Seillans                      |                                                              | à géolocaliser                   |                |                             |      | Chapelle Saint-Christophe de Broves                                                     |
| Chapelle Saint-André de Seillons-Source-d'Argens                                        | Seillons-Source-d'Argens      |                                                              | 43° 29′ 44″ nord, 5° 52′ 39″ est |                |                             |      | Image manquante Téléverser                                                              |
| Chapelle Saint-Pierre de Barbourin                                                      | Seillons-Source-d'Argens      |                                                              | 43° 29′ 45″ nord, 5° 53′ 12″ est |                |                             |      | Image manquante Téléverser                                                              |
| Chapelle Notre-Dame-de-la-Nativité, dite l'Éloignée du château Vieux                    | Signes                        |                                                              | 43° 18′ 13″ nord, 5° 51′ 18″ est |                |                             |      | Image manquante Téléverser                                                              |
| Chapelle Notre-Dame-de-l'Annonciation, dite la Proche de Signes                         | Signes                        |                                                              | à géolocaliser                   |                |                             |      | Image manquante Téléverser                                                              |
| Chapelle Saint-Clair de Signes                                                          | Signes                        |                                                              | 43° 17′ 18″ nord, 5° 51′ 27″ est |                |                             |      | Image manquante Téléverser                                                              |
| Chapelle Saint-Jean de Signes                                                           | Signes                        |                                                              | à géolocaliser                   |                |                             |      | Image manquante Téléverser                                                              |
| Chapelle Saint-Laurent de Sillans-la-Cascade                                            | Sillans-la-Cascade            |                                                              | 43° 33′ 58″ nord, 6° 10′ 35″ est |                |                             |      | Image manquante Téléverser                                                              |
| Chapelle Notre-Dame de la Pépiole                                                       | Six-Fours-les-Plages          |                                                              | 43° 07′ 17″ nord, 5° 49′ 46″ est | « PA00081740 » | Inscrit MH                  | 1967 | Chapelle Notre-Dame de la Pépiole                                                       |
| Chapelle Notre-Dame du Mai                                                              | Six-Fours-les-Plages          |                                                              | 43° 03′ 12″ nord, 5° 50′ 49″ est |                |                             |      | Chapelle Notre-Dame du Mai                                                              |
| Chapelle Sainte-Cécile des Embiez                                                       | Six-Fours-les-Plages          |                                                              | 43° 04′ 40″ nord, 5° 46′ 57″ est |                |                             |      | Chapelle Sainte-Cécile des Embiez                                                       |
| Chapelle Sainte-Thérèse de Sauviou                                                      | Six-Fours-les-Plages          |                                                              | 43° 06′ 20″ nord, 5° 48′ 52″ est |                |                             |      | Image manquante Téléverser                                                              |
| Chapelle Saint-Roch des Laugiers                                                        | Solliès-Pont                  |                                                              | 43° 11′ 37″ nord, 6° 03′ 08″ est |                |                             |      | Image manquante Téléverser                                                              |
| Chapelle Saint-Louis de Valaury                                                         | Solliès-Toucas                |                                                              | 43° 11′ 59″ nord, 6° 00′ 01″ est |                |                             |      | Image manquante Téléverser                                                              |
| Chapelle du château de La Castille                                                      | Solliès-Ville                 |                                                              | 43° 09′ 44″ nord, 6° 04′ 09″ est |                |                             |      | Image manquante Téléverser                                                              |
| Chapelle Notre-Dame-de-Consolation dite Notre-Dame-du-Deffens de Solliès-Ville          | Solliès-Ville                 |                                                              | 43° 10′ 45″ nord, 6° 02′ 13″ est |                |                             |      | Image manquante Téléverser                                                              |
| Chapelle du séminaire de La Castille                                                    | Solliès-Ville                 |                                                              | 43° 09′ 46″ nord, 6° 04′ 10″ est |                |                             |      | Image manquante Téléverser                                                              |
| Chapelle Saint-Cassien de Saint-Cassien-des-Bois                                        | Tanneron                      |                                                              | 43° 36′ 38″ nord, 6° 50′ 43″ est |                |                             |      | Image manquante Téléverser                                                              |
| Chapelle Saint-Martin de Taradeau                                                       | Taradeau                      |                                                              | 43° 27′ 13″ nord, 6° 25′ 59″ est |                |                             |      | Chapelle Saint-Martin de Taradeau                                                       |
| Chapelle Notre-Dame-de-Bellevue de Tavernes                                             | Tavernes                      |                                                              | 43° 36′ 47″ nord, 6° 00′ 51″ est |                |                             |      | Chapelle Notre-Dame-de-Bellevue de Tavernes                                             |
| Chapelle Notre-Dame-du-Cap-Falcon                                                       | Toulon                        |                                                              | 43° 06′ 17″ nord, 5° 58′ 18″ est |                |                             |      | Chapelle Notre-Dame-du-Cap-Falcon                                                       |
| Chapelle Sainte-Thérèse de Valbertrand                                                  | Toulon                        |                                                              | 43° 08′ 24″ nord, 5° 53′ 32″ est |                |                             |      | Image manquante Téléverser                                                              |
| Chapelle de l'hôpital des Armées Sainte-Anne de Toulon                                  | Toulon                        |                                                              | 43° 08′ 04″ nord, 5° 55′ 49″ est |                |                             |      | Image manquante Téléverser                                                              |
| Chapelle du Christ-Roi de Sainte-Musse                                                  | Toulon                        |                                                              | 43° 07′ 40″ nord, 5° 58′ 44″ est |                |                             |      | Image manquante Téléverser                                                              |
| Chapelle du couvent Saint-Maur de Toulon                                                | Toulon                        |                                                              | à géolocaliser                   |                |                             |      | Image manquante Téléverser                                                              |
| Chapelle Notre-Dame-de-la-Nativité de Toulon                                            | Toulon                        |                                                              | à géolocaliser                   |                |                             |      | Image manquante Téléverser                                                              |
| Chapelle Sainte-Agathe de Cap-Brun                                                      | Toulon                        |                                                              | 43° 06′ 32″ nord, 5° 57′ 59″ est |                |                             |      | Image manquante Téléverser                                                              |
| Chapelle Notre-Dame du Mont-Faron                                                       | Toulon                        |                                                              | 43° 09′ 06″ nord, 5° 55′ 59″ est |                |                             |      | Chapelle Notre-Dame du Mont-Faron                                                       |
| Chapelle des Pénitents dite chapelle Cavaroux de Tourrettes                             | Tourrettes                    |                                                              | à géolocaliser                   |                |                             |      | Image manquante Téléverser                                                              |
| Chapelle Notre-Dame de Florielle                                                        | Tourtour                      |                                                              | 43° 34′ 54″ nord, 6° 20′ 24″ est | « IA83001293 » |                             |      | Chapelle Notre-Dame de Florielle                                                        |
| Chapelle de la Sainte-Trinité de Tourtour                                               | Tourtour                      |                                                              | 43° 35′ 20″ nord, 6° 18′ 12″ est |                |                             |      | Image manquante Téléverser                                                              |
| Chapelle du Saint-Rosaire de Tourtour                                                   | Tourtour                      |                                                              | 43° 35′ 40″ nord, 6° 18′ 22″ est |                |                             |      | Chapelle du Saint-Rosaire de Tourtour                                                   |
| Chapelle Saint-Joseph de Tourtour                                                       | Tourtour                      |                                                              | à géolocaliser                   |                |                             |      | Image manquante Téléverser                                                              |
| Chapelle de Saint-Probace                                                               | Tourves                       |                                                              | 43° 23′ 33″ nord, 5° 55′ 31″ est |                |                             |      | Image manquante Téléverser                                                              |
| Chapelle Saint-Estève de Tourves                                                        | Tourves                       |                                                              | 43° 24′ 31″ nord, 5° 54′ 39″ est | « PA00081763 » | Classé MH                   | 1947 | Chapelle Saint-Estève de Tourves                                                        |
| Chapelle Saint-Maurice de Tourves                                                       | Tourves                       |                                                              | à géolocaliser                   |                |                             |      | Image manquante Téléverser                                                              |
| Chapelle Notre-Dame-de-la-Salette de Tourves                                            | Tourves                       |                                                              | 43° 24′ 17″ nord, 5° 55′ 19″ est |                |                             |      | Image manquante Téléverser                                                              |
| Chapelle Notre-Dame de Trans-en-Provence                                                | Trans-en-Provence             |                                                              | 43° 30′ 01″ nord, 6° 29′ 10″ est |                |                             |      | Image manquante Téléverser                                                              |
| Chapelle Saint-Roch de Trans-en-Provence                                                | Trans-en-Provence             |                                                              | 43° 30′ 15″ nord, 6° 28′ 58″ est |                |                             |      | Image manquante Téléverser                                                              |
| Chapelle Saint-Victor de Trans-en-Provence                                              | Trans-en-Provence             |                                                              | 43° 30′ 14″ nord, 6° 29′ 04″ est |                |                             |      | Image manquante Téléverser                                                              |
| Chapelle Notre-Dame-de-Saint-Julien de Trigance                                         | Trigance                      |                                                              | 43° 45′ 01″ nord, 6° 27′ 47″ est |                |                             |      | Image manquante Téléverser                                                              |
| Chapelle Saint-Roch de Trigance                                                         | Trigance                      |                                                              | 43° 45′ 35″ nord, 6° 26′ 26″ est |                |                             |      | Chapelle Saint-Roch de Trigance                                                         |
| Chapelle Saint-Pothin de Varages                                                        | Varages                       |                                                              | 43° 35′ 41″ nord, 5° 57′ 19″ est |                |                             |      | Image manquante Téléverser                                                              |
| Chapelle Sainte-Brigitte de Vidauban                                                    | Vidauban                      |                                                              | 43° 25′ 15″ nord, 6° 26′ 04″ est |                |                             |      | Chapelle Sainte-Brigitte de Vidauban                                                    |
| Chapelle Saint-Victor de Villecroze                                                     | Villecroze                    |                                                              | 43° 34′ 52″ nord, 6° 16′ 12″ est | « PA00081777 » | Inscrit MH                  | 1972 | Chapelle Saint-Victor de Villecroze                                                     |
| Chapelle des Templiers                                                                  | Villecroze                    |                                                              | 43° 32′ 54″ nord, 6° 19′ 16″ est | « PA00081776 » | Inscrit MH                  | 1929 | Chapelle des Templiers                                                                  |
| Chapelle Sainte-Anne de Villecroze                                                      | Villecroze                    |                                                              | 43° 34′ 46″ nord, 6° 16′ 30″ est |                |                             |      | Image manquante Téléverser                                                              |
| Chapelle Saint-Jean-Baptiste de Villecroze                                              | Villecroze                    |                                                              | 43° 35′ 11″ nord, 6° 16′ 36″ est |                |                             |      | Chapelle Saint-Jean-Baptiste de Villecroze                                              |
| Chapelle du Saint-Nom-de-Jésus de Vinon-sur-Verdon                                      | Vinon-sur-Verdon              |                                                              | 43° 43′ 16″ nord, 5° 48′ 46″ est |                |                             |      | Chapelle du Saint-Nom-de-Jésus de Vinon-sur-Verdon                                      |
| Chapelle Saint-Christophe des Bréguières                                                | Vins-sur-Caramy               |                                                              | 43° 25′ 49″ nord, 6° 07′ 27″ est |                |                             |      | Image manquante Téléverser                                                              |
| Chapelle Saint-Vincent de la Font de Bouis                                              | Vins-sur-Caramy               |                                                              | 43° 26′ 47″ nord, 6° 09′ 17″ est |                |                             |      | Image manquante Téléverser                                                              |
| Chapelle Notre-Dame-de-Liesse de Vérignon                                               | Vérignon                      |                                                              | 43° 39′ 13″ nord, 6° 14′ 59″ est |                |                             |      | Image manquante Téléverser                                                              |
| Chapelle Saint-Priest de Vérignon                                                       | Vérignon                      |                                                              | 43° 38′ 24″ nord, 6° 16′ 48″ est |                |                             |      | Image manquante Téléverser                                                              |
| Chapelle Saint-Joseph du Broussan                                                       | Évenos                        |                                                              | 43° 10′ 25″ nord, 5° 52′ 13″ est |                |                             |      | Image manquante Téléverser                                                              |